# St. George, New Brunswick
St. George (franska: Saint-George) är en ort i Kanada.   Den ligger i provinsen New Brunswick, i den sydöstra delen av landet, 700 km öster om huvudstaden Ottawa. St. George ligger 27 meter över havet och antalet invånare är 1 543.
Terrängen runt St. George är platt.Trakten är glest befolkad. Närmaste större samhälle är Saint Andrews, 18,3 km väster om St. George. 
I omgivningarna runt St. George växer i huvudsak blandskog.